# ハーマン・ケイン

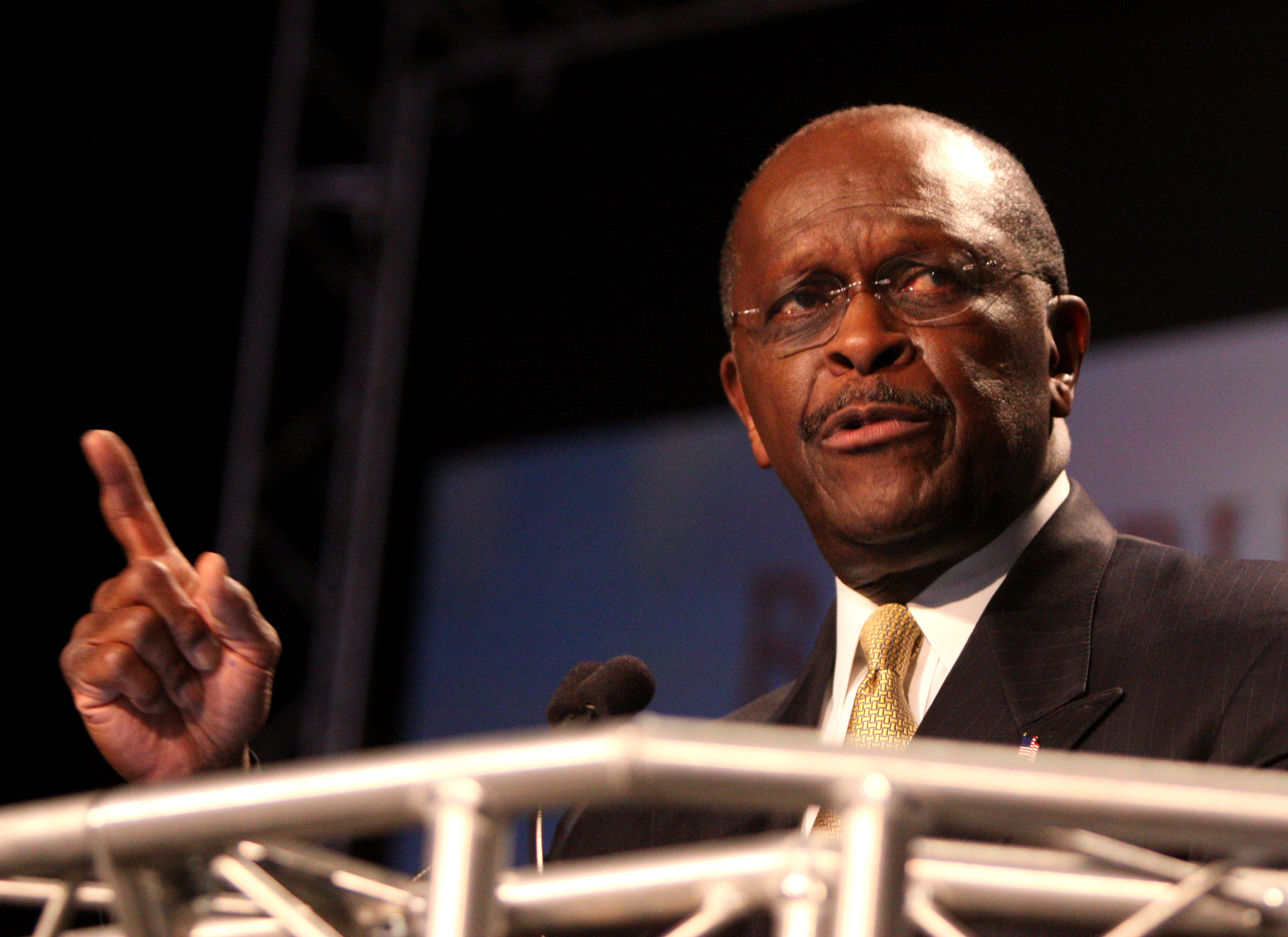
ハーマン・ケイン

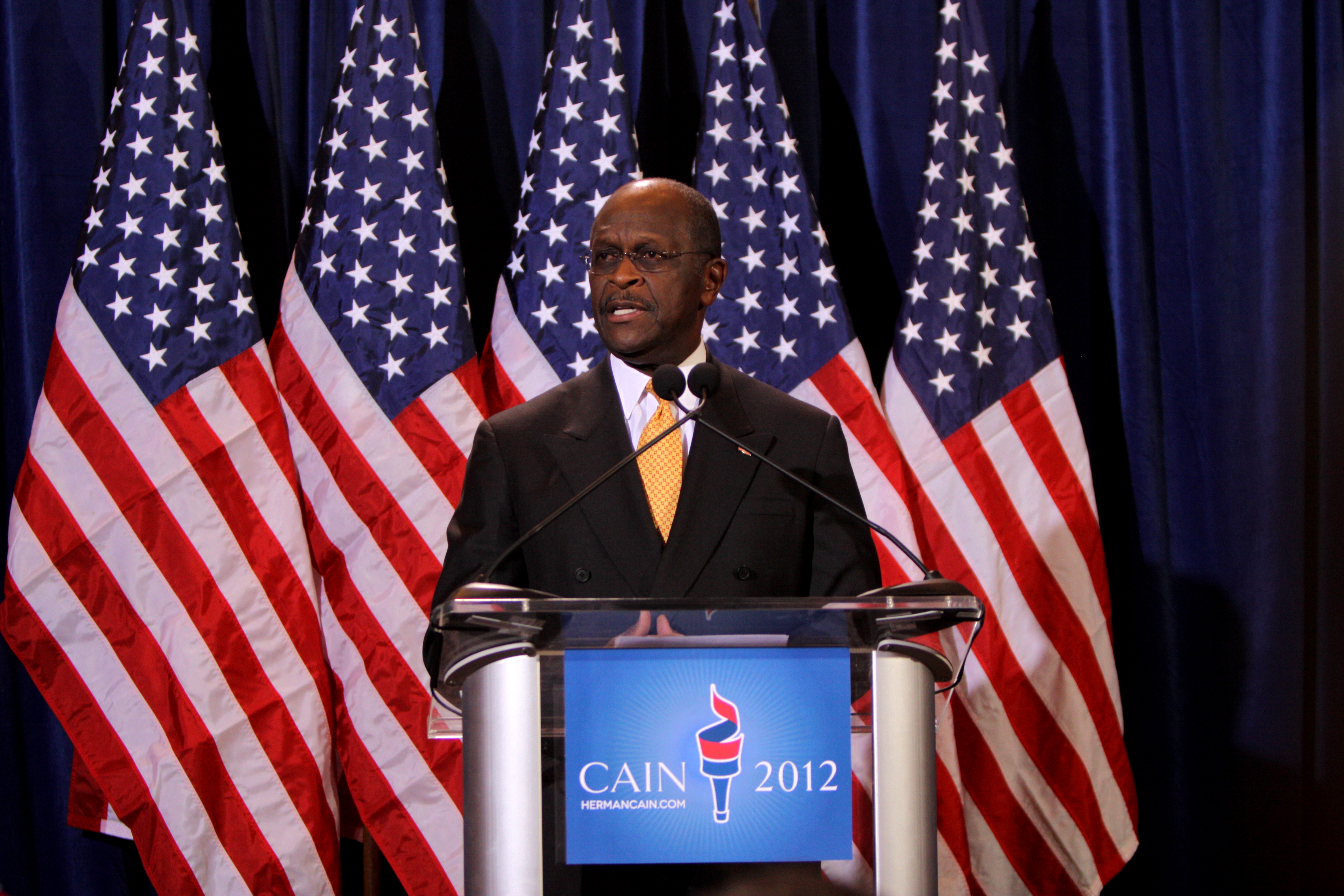
ハーマン・ケイン

ハーマン・ケイン（Herman Cain, 1945年12月13日 - 2020年7月30日）は、アメリカ合衆国ジョージア州アトランタ在住の実業家、コラムニスト、政治家、ラジオショーのホスト。ファストカジュアル イタリアンレストランのゴッドファーザーズピザ前取締役会長兼最高経営責任者。カンザスシティ連邦準備銀行取締役会の副会長（1992年 - 1994年）、会長（1995年 - 1996年）などを歴任。所属宗派はナショナル・バプテスト・コンベンションUSA。グロリア夫人との間に娘メラニーと息子ヴィンセントの二子がある。2012年アメリカ合衆国大統領予備選挙の共和党候補に名乗りを挙げたこともある。
2020年7月30日、2019新型コロナウイルス（COVID-19）による合併症により死去した。

## 経歴
ハーマン・ケインはテネシー州メンフィスで、父ルーサー・ケイン・ジュニアと母レノラ・デイビス・ケインとの間に生まれ、ジョージア州アトランタで育った。弟にサーマン・ケインがいた。貧しい、公営住宅暮らしであったが、父母には、自分たちの家を持ち、息子たちを大学に行かせ無事卒業させる夢があった。農場育ちで労働者であった父ルーサーは、コカ・コーラ社のお抱え運転手、パン工場の夜勤の用務員、空き時間には散髪、と3つの仕事をしていた。母レノラも家庭内労働者として働いた。ケイン自身によると、家族は信仰に厚く、愛情に満ちており、アメリカンドリームの確信にあふれていた。母は彼に「成功というのは、物質的にはじめるものではなく、スピリチュアル（Spiritual）にはじめるもの」と教えていた。貧しかったが、幸せだったとケインは語っている。父は長年にわたるいくつもの仕事で貯めた金で、家族のためにアトランタのアルバート・ストリートにささやかなレンガ造りの家を購入し、母を含め家族を驚かせた。両親の支えのもと、ハーマンはジョージア州のモアハウス大学で1967年に数学の学士号を取得、弟のサーマンもモーリス・ブラウン大学を卒業した。ハーマンはさらにインディアナ州にあるパデュー大学でコンピュータサイエンスの修士号を得たが、その間アメリカ合衆国海軍省で数学者として弾道計算に関する仕事についていた。卒業後アトランタに戻りコカ・コーラ社でシステムアナリストとして働いた。1968年にグロリア・アチソンと結婚する。

### 実業家へ
コカ・コーラ社でかなりの実績を収めた後の1977年、31歳でピルズベリー社に加わり、3年以内に若くして副社長の位置に就くことが出来た。1982年にピルズベリーを退職し子会社のハンバーガーチェーンであるバーガーキングに転籍。トイレ掃除やハンバーガー調理など管理者訓練プログラムをわずか9か月間で修了し、フィラデルフィアのバーガーキングの400店舗を担当する管理者に。苦労しながらも3年以内にフィラデルフィアでトップの営業成績を残す。1986年には同じピルズベリー傘下で経済難にあったネブラスカ州のピザチェーン店ゴッドファーザーズピザの最高経営責任者（CEO）となり、着任14か月で黒字転換を果たし全米5位の規模を誇るピザチェーン店にまで成長させた。1988年に彼はピルスベリーから、会社の買収においてエグゼクティブチームを率いた。また同年に全米レストラン協会（NRA）のCEOに選出され、1994年から1995年にもNRAのCEOとして勤めた。その間に、彼は全米のディベートに置いて、プロビジネスの開発のためや、医療保険制度改革や雇用政策、課税に関するスピーチ演説もしていた。

## 政治活動

### クリントンの医療保険制度改革計画失敗における役割
1994年頃からケインは政治に積極的になるようになり、タウンホールミーテイングでのテレビ中継でビル・クリントン大統領と議論する機会があった。当時ビルとヒラリー・クリントン夫妻の政権が導入しようとしていた、医療保険改革計画は中小企業に大きな打撃を受けるだろうと主張したり、医療保険改革とそれに関する経済影響に疑問を投げかけたり、クリントン夫妻がやろうとしている、医療保険改革計画はハリーとルイーズ広告のようだと、クリントンを皮肉ったりして批判した。議論でクリントンは彼に対してイライラし、うまく反論出来ずにいた。クリントンの医療保険改革計画は結果的に廃案となっており、クリントン政権の医療保険改革計画の失敗に一役買っている。

### カンザスシティ連邦準備銀行
1992年から1994年まで、ニュート・ギングリッチ下院議長や上院多数党院内総務のボブ・ドールが設立したカンザスシティの連邦準備銀行の副会長と取締役を務め、経済成長と税制改革法に勤めるよう、ケインは任命されている。
その他にもネブラスカ州オマハのクレイトン大学、ナビスコ社、スーパーマーケットのスーパーバリュー社、ユナイテッド社、ワールプール・コーポレーションなどにも勤めていた。

### 1996年の大統領選挙のボブ・ドールのキャンペーン活動
1996年の大統領選挙では共和党候補のボブ・ドールとドールの副大統領候補のジャック・ケンプのキャンペーンの上級顧問として、キャンペーン活動も行った。

### 上院選へ立候補
2004年にケインは、ジョージア州の共和党の上院に立候補した。選挙で、自分が真の保守派であることなど主張した。共和党指名争いで、マック・コリンズより投票数が上回っていたが、ジョニー・イサクソンには及ばず、2位で共和党指名で落選した。
アトランタの保守的なラジオニューストーク番組『News Talk 750 WSB』のホストを務め、またFOXニュース・ビジネスとシンジケート・コラムニストでのコラムニストとしても活躍していた。
2010年ロン・ポールの下、共和党の影響力の動きを反映して、自身のラジオ番組で、ロン・ポールの金本位制のサポートを発表した。

### 2012年大統領選挙

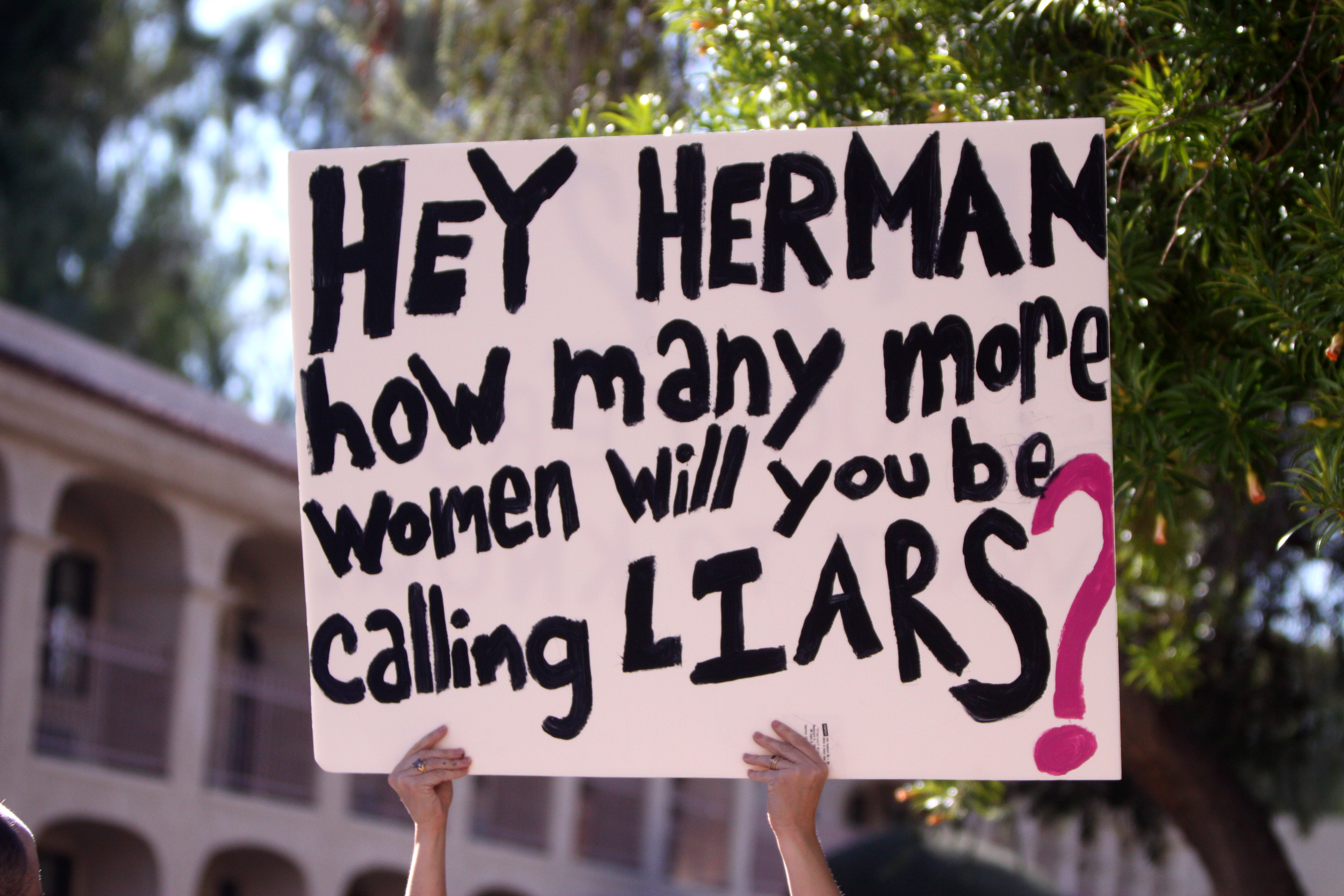
セクシャルハラスメント疑惑

2011年5月21日、ケインは2012年の大統領選挙での共和党候補として出馬宣言した。共和党候補唯一の非白人の黒人系候補で、保守的で医療保険改革に反対する立場などから、新鮮さを求めるティーパーティー運動から根強い支持を得た。
2011年9月24日に行われた2012年の米大統領選に向けた共和党候補者への模擬投票にて、テキサス州のリック・ペリー知事、ミット・ロムニー前マサチューセッツ州知事らを破り、トップになった。大統領選で彼は連邦所得税、法人税、消費税を全て9%にする「999TAX（ナイン・ナイン・ナイン・タックス）」政策という税制の計画を提唱した。経済学者のアーサー・ラッファーやポール・ライアン下院議員がケインが提唱した、この計画に支持を表明している。その他のケインの支持者に、コロラド州下院議員トム・タンクレード、ニューハンプシャー州共和党の元会長および同州の元知事候補ジャック・キンボール、ケイン支持のアーティストの共同創設者の代表者のカントリーロックのリック・モンロー、カントリーシンガーのリー・グリーンウッド、クリスチャン・ ミュージックのマイケル・W・スミス、俳優のデニス・ミラーやニック・サーシーら著名人らがケインの支持表明をしている。保守派の大物マイク・ハッカビーは正式にケインの支持表明をしていないが、5月28日にハッカビーが司会を務めるFOXニュースのトーク番組にケインがゲスト出演した時、ハッカビーから「素晴らしい保守候補だ」と言われた。
しかし10月以降はセクシャルハラスメント疑惑や不倫疑惑が浮上し、ケインが全米レストラン協会（NRA）のCEOだった時、ケインにセクハラを受けたと訴える元従業員の女性が現れた。さらにシャロン・ビアレク、オバマ政権で財務省の広報担当を務めるカレン・クラウシャーらがケインにセクハラを受けたことがあると告発し、11月28日にジンジャー・ホワイトという女性が13年間不倫関係があったと告発した。これに対してケインは、セクハラ行為も不倫もしていないと全面否定し。さらに、一連のセクハラや不倫疑惑は全くのでたらめで、候補指名を妨害するための攻撃だと、告発した5人の女性や、セクハラと不倫疑惑を大きく取り上げたリベラル系メディアを強く批判し、対決姿勢を示した。しかし、これらの件がメディアで大きく取り上げられ大きな話題となったことで、人気が下降した。12月3日に妻・家族のプライバシーを守るためにと、共和党候補指名争いからの撤退を発表した。

### 大統領選撤退とその後の政治活動
共和党候補指名争い撤退後、ケインはセクハラと不倫関係の疑惑の無実証明のため、2011年11月8日に雇ったベテラン弁護士L・リン・ウッドと共に法廷の場で全面対決の姿勢を見せている。また、政治活動も続ける意向も示しており、2012年1月10日には11月6日に行われるフロリダ州の共和党上院に出馬するクレイグ・ミラー候補の支持活動を行う方針を示している他、1月28日にはジョージア州の第9区下院に出馬するマーサ・ゾラー候補や2月10日にはオハイオ州第9区下院に出馬するジョー・ザ・プラマー（配管工のジョー）ことサミュエル・ジョセフ・ワーゼルバッカーへの支持活動も行う方針を示している（いずれの候補者達はケインが提唱した「999TAX（ナイン・ナイン・ナイン・タックス）」政策を支持している）。サウスカロライナ州で行われた共和党の大統領候補指名の予備選では、ケインの支持者であったコメディアンのスティーヴン・コルベアが冗談で「コルベー・スーパーPAC」を作り、サウスカロライナ州の人々に対してケインへの投票を呼びかけた広告ビデオを作り、コルベアの呼びかけで、ケインも面白そうだと、コルベアと一緒に同州でコルベー・スーパーPACの集会も開いた。ミット・ロムニーやギングリッチら共和党候補者が同州で予備選をしている中、約1%に当たる6324人の同州の投票者がコルベア主催のコルベー・スーパーPACでのケインに票を入れていた。1月28日にギングリッチ候補の正式な支持を表明をした。
2012年1月4日にケインはソリューション革命を発表した。これはケインが選挙前に議会の議員達からケインが提案する999TAXの支持させるための活動である。
2012年11月7日にオバマ大統領の再選の後、ケインは第3の政党の必要を求めた。共和党はもはや保守派の利益を表わさないし、再度それ自体にブランドを付ける能力を持たなくなったとブライアン・フィッシャーのラジオ番組で訴え、ロン・ポールではない第三者の合法的で真の保守的な党が必要と説いた。
2019年4月、ドナルド・トランプ大統領が、連邦準備制度理事会理事に指名する意向を示すも、指名を辞退する。

## 死去
ケインは2020年7月1日、COVID-19の治療のためにアトランタ近郊の病院に入院したが、これは彼がウイルスに陽性であることを告げられてから2日後のことであった。彼のスタッフは、彼がどこで、どのような方法でこの病気に感染したかを特定する方法はないと述べた。ただ、ケインはその11日前にオクラホマ州タルサで行われたトランプの集会にマスクを着用せず、ソーシャル・ディスタンスを取ることもなく出席していた。病院に行った同じ日の早い段階で、ケインはサウスダコタ州のクリスティ・ノーム知事を称賛し、「トランプ大統領が出席する予定のイベントではマスクは必須ではないだろう。人々はうんざりしている！」と述べた。
その後、4週間もの間人工呼吸器による治療を続けていたが、2020年7月30日、合併症のため死去した。74歳没。

### ハーマン・ケイン賞
ケインの死後、コロナウイルス感染症流行に関連する誤情報を信用した後に新型コロナウイルスに感染し死亡した者への皮肉としてハーマン・ケイン賞が創設された。

## 政策スタイル
経済では減税を主張し、小さな政府を主張している。IRSの廃止も主張している。
保守的で、人工妊娠中絶に反対し、アメリカ家族計画連盟を推進している。医療保険改革にも反対の立場である。
黒人ムスリム初の民主党下院議員キース・エリソンが連邦議会で行った就任宣誓で、聖書ではなくコーランを使用して宣誓をしたのを批判していた。ムスリムがシャリーアを持ち込んで政権に入り込むことは許されないと、2011年4月7日に保守系のクリスチャニティ・トゥディや保守系ラジオの司会者ローラ・イングラハムのインタビューで語っている。2011年7月15日にテネシー州マーフリーズボロでムスリム住民によるモスク建設計画があった時、モスク建設に反対する地元住民の人々と共に抗議活動の集会を行い、モスク建設は我々の信仰の自由の侵害と乱用であり、このモスク建設はイスラーム過激派を生むので、モスク建設に賛成しないと発言した。また、隣人としてムスリムは信用出来ないとも発言しており、イスラムフォビア的な態度を明言していた。
中東政策での立場ではイスラエルを支持している。アフガニスタンでの対テロ戦争とイラク戦争も支持している。オバマ政権の対中東政策を一貫して批判しており、中東の民主化運動いわゆる「アラブの春」を支持したオバマ政権の政策を「アルカーイダを助長させただけ」と批判していた。
ケインはオマハにいた時、問題を抱えた10代の若者を救うための、福音派系のジョー・エドモンソン青少年アウトリーチ・プログラムの委員として活動を続けていた。1996年に同アウトリーチプログラムの利益になるために賛美歌（ゴスペル）が記録したCDも出している。
黒色のステットソンのカウボーイハットの帽子をトレードマークにして、演説などの活動などで帽子を被っている時がある。
2006年に結腸と肝臓に癌の疑いがあると診断された。診断後、手術と化学療法で治療し、それ以来癌はないと報告している。